# Osip Mandelsjtam
Osip Emiljevitj Mandelsjtam (russisk: О́сип Эми́льевич Мандельшта́м, tr. Ósip Emíljevitj Mandelsjtám; født 15. januar 1891 i Warszawa, Kongrespolen, Det Russiske Kejserrige, død 27. december 1938 i Vladivostok, Russiske SFSR, Sovjetunionen) var en russisk digter og essayist. Mandelsjtam levede og skrev i det fremvoksende Sovjetunionen og var hele livet ukendt uden for Sovjet. Han er af eftertiden anset for at være en af Ruslands største digtere i det 20. århundrede.[kilde mangler]

## Biografi
Mandelsjtam boede det meste livet i Sankt Petersborg. Hans forældre var jødisk troende. Faderen var læderforhandler og moderen klaverlærerinde.
I sine unge år foretog digteren rejser til Frankrig (1907) og Tyskland (1908-1910) og læste på Heidelbergs Universitet.
I 1911 vendte han tilbage til Sankt Petersborg for at læse filosofi på universitetet, en uddannelse han aldrig færdiggjorde.
I løbet af årene på Sankt Peterborg Universitet skrev han digtsamlingen KAMEN (1913), lige som han stiftede bekendtskab med de senere forfattere Nikolaj Gumiljov og Anna Akhmatova, der sammen med Mandelsjtam stiftede Akmeisterne.
Mandelsjtam så Akmeisterne opfattelse af poesien som et brud med symbolisterne.
Han skrev i sine tidlige digte om Ruslands dobbelthed: Det stolte Rusland, han kendte med dets forbindelse til Europas kulturarv, og det Rusland, der lukkede sig i en totalitær styring af folket. 
Mandelsjtam støttede revolutionen i februar 1917, men tvivlede på resultatet af oktoberrevolutionen samme år.[kilde mangler]
Efter den ændrede Mandelsjtam syn på poesien.
De tidlige digte blev fulgt af TRISTIA (1922), der konsoliderede Mandelsjtams position som digter og indskrev eksil-dimensionen i forfatterskabet.
Efter de to revolutioner var landet i opbrud, og Mandelsjtam reagerede ved i sin poesi at knytte sig til den klassiske tid og ved at vidne om digterisk og menneskelig eksilering. 
I 1921 blev han gift med Nadezjda Jakolevna Khazin, og parret boede i de følgende år i Ukraine, Petrograd, Moskva og Georgien.
Fra 1925 til 1930 skrev Mandelsjtam kun børnebøger og prosa. I 1930 foretog han en rejse til Armenien, som hans sidste store værk også kom til at handle om.
I det udforsker han igen mennesket i eksil, og han drager paraleller til Aleksandr Pusjkin, som en der er udenfor.
I løbet af 1930'erne fik Mandelsjtam voksende problemer med myndighederne.
Osip blev arresteret i 1934 for sit satiriske Stalin-epigram, og parret gik i eksil i Tjerdyn i Perm kraj og senere i Voronesj.
Mandelsjtam kritiserede Stalin i flere skrifter og blev anholdt for kontrarevolutionære aktiviteter og kom i forskellige arbejdslejre, inden han døde i 1938 i Gulaglejren Vladperpunkt ved Vladivostok, der var underlagt Dalstroj.